# Tziritzícuaro, Gabriel Zamora
Tziritzícuaro är en ort i Mexiko.   Den ligger i kommunen Gabriel Zamora och delstaten Michoacán de Ocampo, i den södra delen av landet, 300 km väster om huvudstaden Mexico City. Tziritzícuaro ligger 493 meter över havet och antalet invånare är 234.
Terrängen runt Tziritzícuaro är kuperad. Runt Tziritzícuaro är det glesbefolkat, med 16 invånare per kvadratkilometer. Närmaste större samhälle är Nueva Italia de Ruiz, 11,1 km väster om Tziritzícuaro. I omgivningarna runt Tziritzícuaro växer huvudsakligen savannskog.